# Hussein Kamel (sultán)
Sultán Hussein Kamel (en árabe السلطان حسين كامل) (21 de noviembre de 1853 - 9 de octubre de 1917) fue el sultán de Egipto, del 19 de diciembre de 1914 al 9 de octubre de 1917, durante el protectorado británico de Egipto.
Hussein Kamel era el hijo del jedive Ismail Pachá, que gobernó Egipto desde 1863 hasta 1879. Hussein Kamel fue declarado sultán de Egipto el 19 de diciembre de 1914, después de que las fuerzas británicas de ocupación hubiesen depuesto a su sobrino, el jedive Abbas II Hilmi, el 5 de noviembre de 1914. El Sultanato de nueva creación de Egipto se declaró protectorado británico. Esto puso fin de jure a la soberanía otomana sobre Egipto, que había sido en gran parte nominal desde la usurpación del poder en 1805.
Tras la muerte de Hussein Kamel, su único hijo, el príncipe Kamal al-Din Hussein, rehusó sucederlo, y lo hizo en su lugar su tío Ahmed Fuad, hermano del difunto, que ascendió al trono como Fuad I de Egipto. En la primera parte de la novela Paseo de Palacio del escritor Naguib Mahfouz, Ahmad Abd al-Jawwad afirma: «que hombre tan fino es el príncipe Kamal al-Din Hussein!. ¿Sabes lo que hizo? se negó a ascender al trono de su padre fallecido, mientras los británicos conserven el poder».

## Distinciones honoríficas

### Distinciones honoríficas egipcias
- Soberano Gran maestre (y fundador) de la Orden la Virtud [Condecoración de Nishan al-Kamal] (14/04/1915).
- Soberano Gran maestre (y fundador) de la Orden del Nilo (14/04/1915).
- Soberano Gran maestre (y fundador) de la Orden de Mehmet Alí (14/04/1915).
- Soberano Gran maestre (y fundador) de la Orden de Ismail (14/04/1915).[3]

### Distinciones honoríficas extranjeras
- Caballero de la Imperial Orden de Francisco José (Imperio Austrohúngaro, 1869).
- Caballero gran cruz de la Real Orden de la Espada (Reino de Suecia, 1891).
- Caballero gran cruz de la Orden del Baño (Reino Unido, 1914).
- Caballero gran cruz de la Legión de Honor (República Francesa, 1916).
- Caballero gran cruz de la Orden de los Santos Mauricio y Lázaro (Reino de Italia, 1916).
- Caballero gran cruz de la Orden de la Corona de (Reino de Rumanía, 1916).
- Caballero gran cruz de la Orden del Redentor (Reino de Grecia, 1916).
- Caballero gran cruz de la Orden de Leopoldo II (Reino de Bélgica, 1917).
- Caballero de primera clase de la Orden de Mejīdiyye (Imperio Otomano).
- Caballero de primera clase de la Orden de Osmanie (Imperio Otomano).

| Predecesor: Abbas II (como jedive) | Sultán de Egipto y de Sudán 1914 - 1917 | Sucesor: Fu'ad I |